# محمد بن فيصل بن تركي آل سعود
محمد بن فيصل بن تركي آل سعود ولد سنة 1248هـ 1833م في الرياض قبل مقتل جده الإمام تركي بن عبد الله وهو ثاني انجال الإمام فيصل بن تركي.

## نبذة شخصية
اشتهر بالفروسية والشجاعة وكان ديناً فقيهاً، تولى قيادة الجيوش التي حاصرت عنيزة بعد قيامهم بطرد عمه جلوي بن تركي من قصر الإماره.
كما حارب مع اخيه الامام عبد الله بن فيصل ضد اخوه الأمير سعود بن فيصل وارسله اخوه الامام عبد الله بن فيصل ضد العجمان عام 1287هـ
وبعد وفاة أبيه الامام فيصل بن تركي أدان بالبيعة لأخيه الامام عبد الله بن فيصل وأتبعه في حكمه، وتوفي في الرياض عام 1311هـ

## نسبه
هو الأمير محمد بن فيصل بن تركي بن عبد الله بن الإمام محمد بن سعود بن محمد بن مقرن بن مرخان بن إبراهيم بن موسى بن ربيعة بن مانع بن ربيعة المريدي والمردة من حنيفة من بكر بن وائل بن قاسط الذي ينتهي في ربيعة بن نزار بن معد ابن عدنان.

## أسرته

### إخوانه
- الإمام عبد الله بن فيصل بن تركي آل سعود
- الإمام سعود بن فيصل بن تركي آل سعود
- الإمام عبد الرحمن بن فيصل بن تركي آل سعود

### زوجاته
- الأميرة فلوة بنت أحمد الكبير بن محمد السديري.
- الأميرة الجوهرة بنت تركي بن عبد الله الهزاني (وهي ابنة الأمير تركي بن عبد الله الهزاني أمير الحريق ونعام).[1]

### أبناءه
- الأمير عبد العزيز بن محمد بن فيصل آل سعود.